# 大麻車站

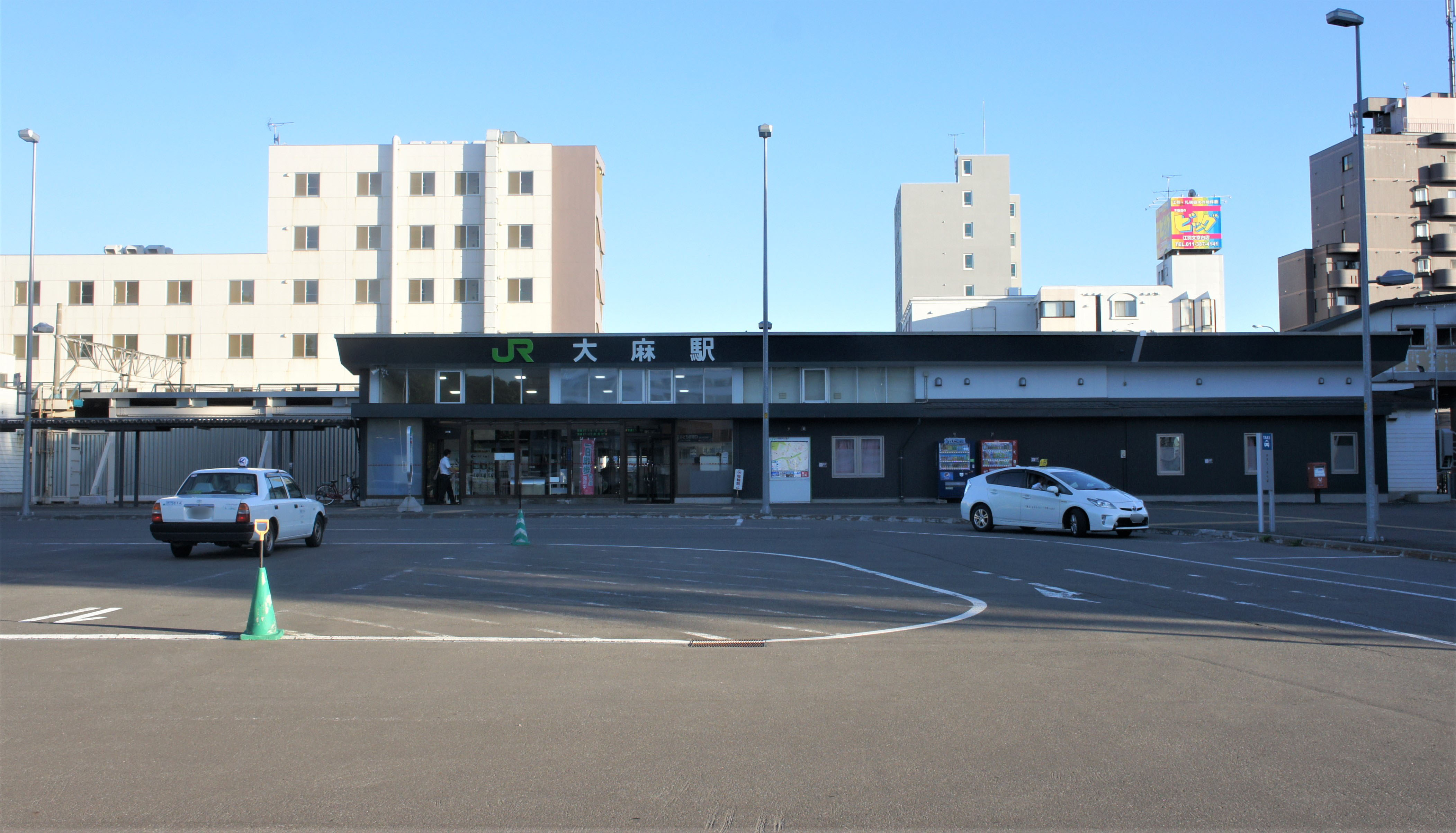
北口(2018年9月)

大麻車站（日语：／ Ōasa eki */?）是一由北海道旅客鐵道（JR北海道）所經營的鐵路車站，位於日本北海道江別市大麻中町，是JR北海道函館本線沿線車站之一，屬於JR北海道本社（札幌總部）的直轄範圍，並委託由子公司北海道JR服務網（北海道ジェイ・アール・サービスネット）代為營運。名稱來源於明治時期曾有人在此種植亞麻。

## 車站結構

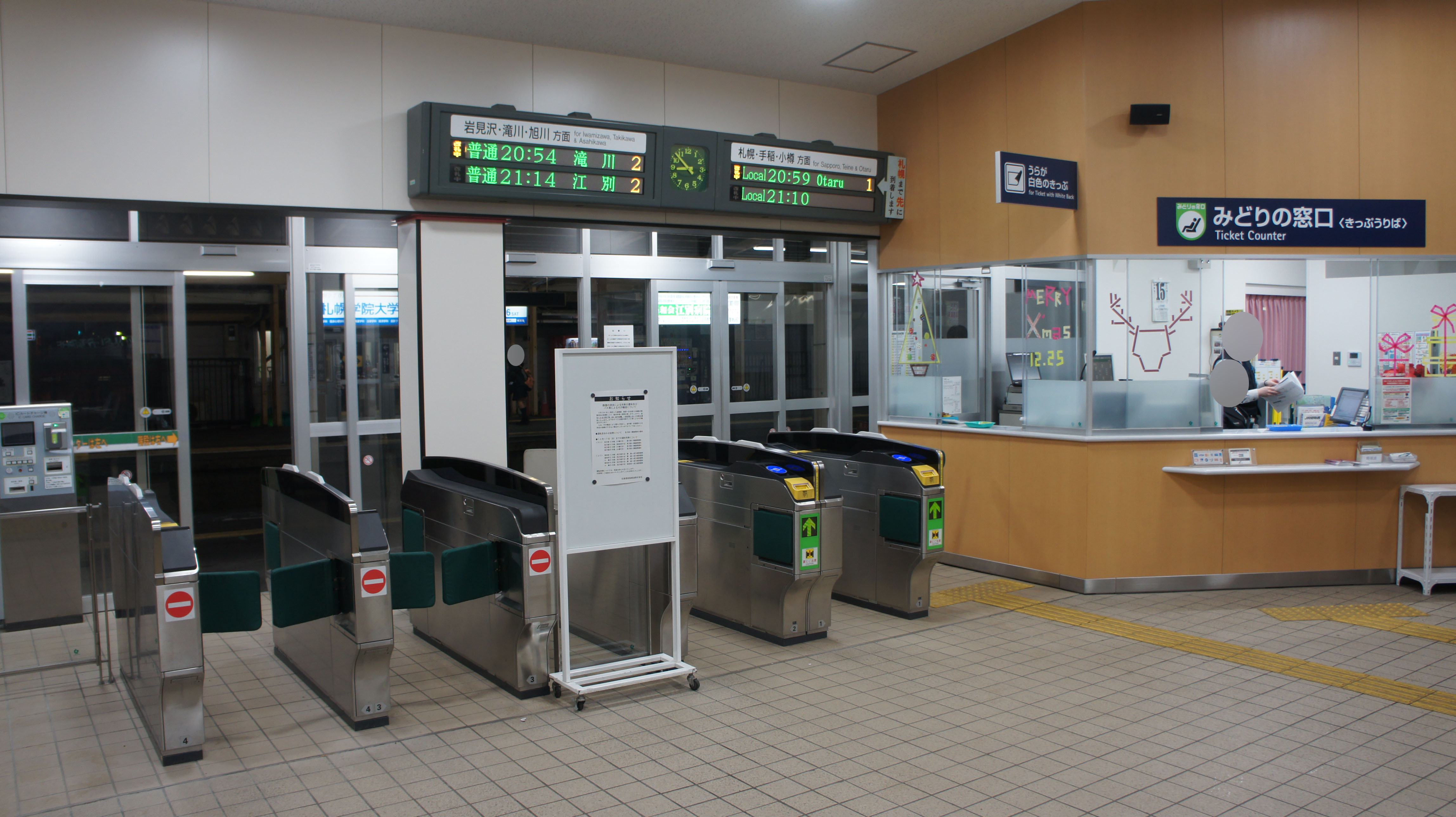
北驗票口（2017年12月）

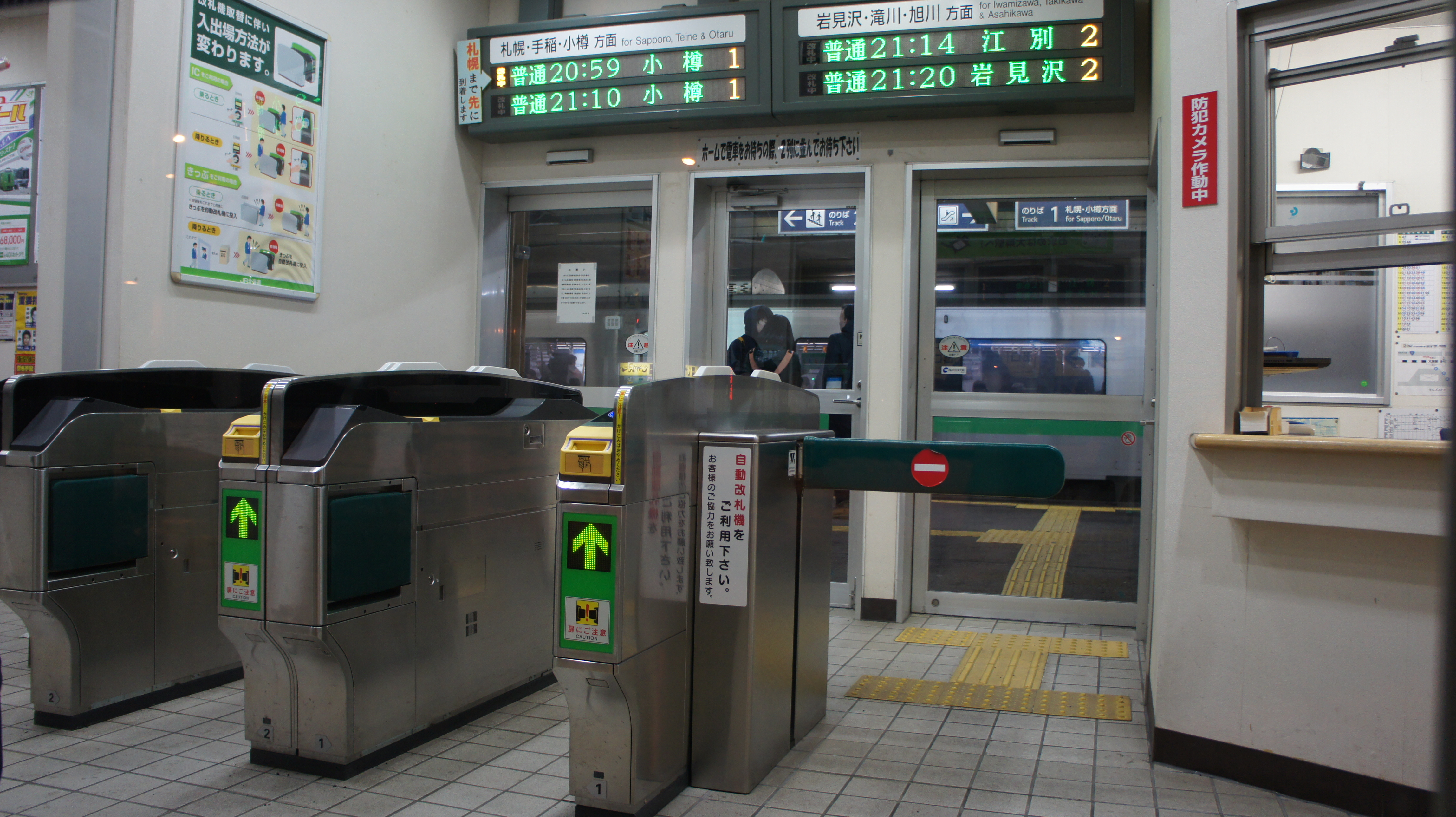
南驗票口（2017年12月）

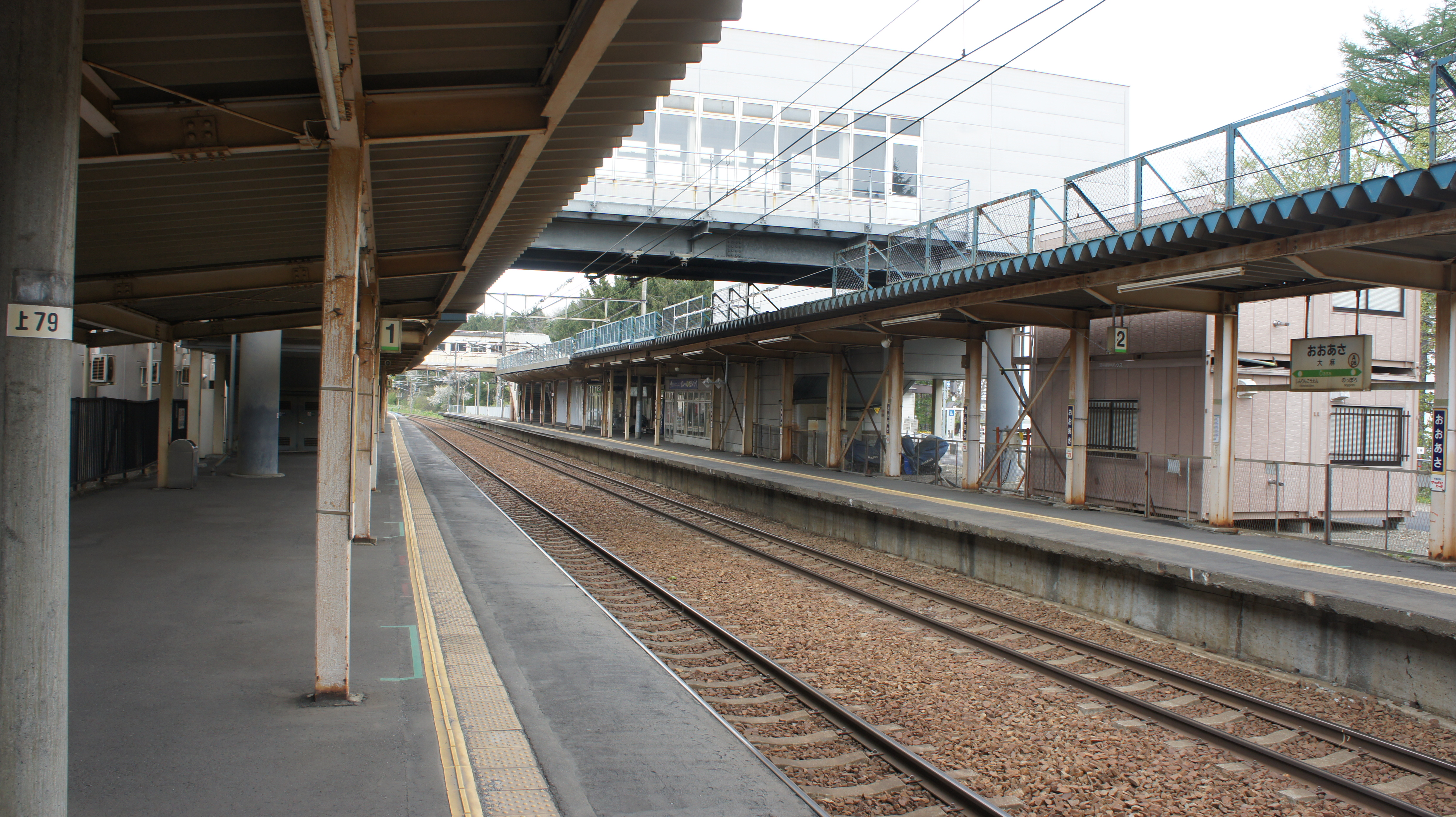
月台（2017年5月）

車站內設有一對相對式月台兩條乘車線，分別供上下行的列車使用。車站設有南北兩個出口，其中北口是車站正面，設有綠窗口。

### 月台配置
| 月台 | 路線      | 方向 | 目的地               |
| ---- | --------- | ---- | -------------------- |
| 1    | ■函館本線 | 上行 | 札幌、手稻、小樽方向 |
| 2    | ■函館本線 | 下行 | 江別、岩見澤方向     |

## 相鄰車站
北海道旅客鐵道
函館本線
■區間快速「石狩Liner」
白石（H03）－大麻（A06）－野幌（A07）
■普通（包含所有在札幌車站以西又改為區間快速的列車） 
森林公園（A05）－大麻（A06）－野幌（A07）